# فرار مغزها (فیلم)
فرار مغزها (اسپانیایی: Fuga de cerebros‎) یک کمدی رمانتیک اسپانیایی به کارگردانی فرناندو گونسالس مولینا است که در سال ۲۰۰۹ منتشر شد. این فیلم تنها ظرف یک‌هفته اول ۱٬۶۱۴٬۱۲۱ یورو فروش داشت و با فروش نهایی ۷ میلیون رورو، پرفروش‌ترین فیلم سال ۲۰۰۹ در اسپانیا بود.

## گزیدهٔ بازیگران
- ماریو کاساس
- آمایا سالامانکا
- بلانکا سوآرس
- کارلوس سانتوس
- آسونسیون بالاگه
- آلکس آنگولو
- لولس لئون
- رودولفو چیکیلی‌کواتره
- خوزه لوئیس خیل
- فرناندو گی‌ین
- آنتونیو رسی‌نس
- اسکار کاساس
- آلبرتو آماریا